# Crytea brevistriata
Crytea brevistriata là một loài tò vò trong họ Ichneumonidae.